# Costești (okręg Ardżesz)
Costești – wieś w Rumunii, w okręgu Ardżesz, w gminie Cotmeana. W 2011 roku liczyła 72 mieszkańców.